# Огородова, Людмила Михайловна
Людми́ла Миха́йловна Огоро́дова (род. 30 июля 1957, Анжеро-Судженск, Кемеровская область) — российский государственный деятель и учёный в области педиатрии и аллергологии, депутат Государственной думы VI созыва от «Единой России» (2011—2013), заместитель министра образования Российской Федерации (2013—2018).
Проректор Сибирского государственного медицинского университета (2003—2011), профессор, член-корреспондент Российской академии медицинских наук, заслуженный деятель науки Российской Федерации.

## Образование и научная деятельность
В 1974 году окончила среднюю школу № 23 в Анжеро-Судженске. В том же году поступила на педиатрический факультет Томского государственного медицинского института, который окончила в 1980 году по специальности «педиатрия» с присвоением квалификации «врач-педиатр».
В 1980 году поступила в клиническую ординатуру по специальности «педиатрия» на кафедру детских болезней лечебного факультета ТГМИ, по её окончании с 1982 по 1984 год — старший лаборант на этой же кафедре.
В 1984 году поступила и в 1987 году окончила очную аспирантуру на кафедре детских болезней № 3 Томского медицинского института. В 1987 году защитила кандидатскую диссертацию по специальности 14.00.09 — педиатрия.
В 1986—1989 годах — ассистент кафедры детских болезней № 3 Томского медицинского института, а в период 1989—1996 годов — доцент этой кафедры. В 1992 году присвоено учёное звание доцента по этой кафедре. В 1995 году защитила докторскую диссертацию по специальности 14.00.09 — педиатрия и 14.00.36 — аллергология и иммунология.
Одновременно с деятельностью на кафедре Л. М. Огородова с 1990 г. работала врачом-педиатром в областной детской больнице (ОДБ) г. Томска, в период с 1994 по 1996 г. была заведующей отделением клинической иммунологии и аллергологии ОДБ.

## Профессиональная деятельность
С 1996 по 1998 год работала в должности профессора кафедры детских болезней № 3 Сибирского государственного медицинского университета.
В 1997 году присвоено учёное звание профессора по этой же кафедре.
В 1998 году назначена проректором по научной работе и последипломной подготовке Сибирского государственного медицинского университета.
С 1998 года по настоящее время — заведующая кафедрой факультетской педиатрии с курсом детских болезней лечебного факультета (по внутреннему совместительству).
С 2003 по 2011 год — проректор по научной работе и последипломной подготовке Сибирского государственного медицинского университета.
В 2000 году присвоена квалификация врача высшей категории по аллергологии-иммунологии, в 2001 году — по педиатрии. В 2006 году высшая категория по специальности «педиатрия» подтверждена.
В 2007 году избрана член-корреспондентом Российской академии медицинских наук, присвоено почётное звание «Заслуженный деятель науки Российской Федерации».
Является председателем созданного в Томске проекта — технологической платформы «Медицина будущего». На сегодняшний день в проект вовлечены 52 вуза, 21 учреждение РАМН и 43 РАН, 9 научных центров, 102 производственные компании, 19 иных организаций. Проект не имеет аналогов на территории Российской Федерации.
В декабре 2011 года избрана депутатом Государственной Думы РФ от Томской области по спискам партии «Единая Россия» (губернатор Виктор Кресс отказался от мандата в пользу Огородовой). Координатор проекта партии «Единая Россия» «Модернизация здравоохранения».
С августа 2013 по январь 2018 года — заместитель министра образования и науки РФ. Сложила полномочия депутата Госдумы в связи с невозможностью совмещать должности. Вакантный мандат перешел Елене Ушаковой.
С января 2018 года — заместитель губернатора Томской области по научно-образовательному комплексу.

## Собственность и доходы
По информации газеты «Ведомости», Огородова владеет недвижимостью в Черногории.

## Критика
Профессиональная деятельность Л. М. Огородовой подвергается критике. Ставятся под сомнение её разработки в области медицины и фармакологии. В 2012 году была обнародована информация о нецелесообразности ряда из них. В их числе указывались так называемые «нанобинты», средства для диагностики описторхоза, противотуберкулёзные и противораковые препараты.

## Семья
Замужем за Сальниковым Владимиром Алексеевичем; имеет дочь Анну от первого мужа Огородова Сергея Витальевича, проживающую в Голландии.

## Награды
- 2003 — награда администрации Томской области
- 2003 — диплом Администрации г. Томска
- 2004 — нагрудный знак «Отличник здравоохранения»
- 2004 — юбилейная медаль «400 лет городу Томску»
- 2004 — почётная грамота администрации г. Томска
- 2005 — почётный диплом Российского респираторного общества
- 2007 — почётная грамота губернатора Томской области
- 2007 — почётное звание «Заслуженный деятель науки Российской Федерации»
- 2007 — почётная грамота Департамента здравоохранения Томской области
- 2008 — благодарность, объявленная в связи с празднованием Дня российской науки
- 2009 — почётный диплом Европейской ассоциации педиатров за вклад в развитие европейской педиатрии
- 2010 — звание «Учёный года — 2009»
- 2010 — кавалер ордена «Звезда Вернадского» I степени
- 2013[источник не указан 2742 дня] — медаль ордена «За заслуги перед Отечеством» II степени[1]